# NGC 429
NGC 429 (другие обозначения — UGC 762, MCG 0-4-37, ZWG 385.27, PGC 4368) — линзообразная галактика (S0) в созвездии Кит, открытая Уильямом Гершелем в 1786 году. Описывается Дрейером как «очень тусклый, очень маленький объект».
Измерение не на основе красного смещения показывает, что до объекта расстояние около 93500 Мпс. Неопределённость в этом значении не указана в базе данных NED и находится за пределами расстояний, рассчитанных с использованием значения смещения.
Этот объект входит в число перечисленных в оригинальной редакции «Нового общего каталога».
NGC 429 — самая большая в группе из 5 галактик, которая носит её название. Группа NGC 429 включает в себя галактики NGC 426, NGC 429, NGC 430, NGC 442 и IC 1639.
Положение галактики для наблюдателя с Земли с ребра и отсутствие большого количества пыли позволяет проводить изучения структуры и свойств  галактического диска.
Галактика NGC 429 входит в состав группы галактик NGC 429. Помимо NGC 429 в группу также входят NGC 426, NGC 430, NGC 442 и IC 1639.